# 세키타 히로시
세키타 히로시(일본어: 関田 寛士, 1989년 10월 2일 ~ )는 일본의 전 축구 선수이다.

## 구단 경력
과거 FC 기후, AC 나가노 파르세이루에서 활동하였다.